# Mixstafett i skidskytte vid olympiska vinterspelen 2022
Mixstafett i skidskytte vid olympiska vinterspelen 2022 hölls på National Biathlon Centre i Zhangjiakou i Kina den 5 februari 2022. Tävlingen vanns av Norge följt av Frankrike på silverplats och ROC på bronsplats.

## Resultat
Tävlingen startade 17:00 UTC+8.
| Placering | Nr | Land                                                                                  | Tid                                       | Straff (L+S)                             | Tidsskillnad |
| --------- | -- | ------------------------------------------------------------------------------------- | ----------------------------------------- | ---------------------------------------- | ------------ |
| 1         | 1  | NorgeMarte Olsbu Røiseland Tiril Eckhoff Tarjei Bø Johannes Thingnes Bø               | 1:06.45,6 17.18,6 19.12,6 15.31,1 14.43,3 | 1+6 2+7 0+1 0+0 1+3 2+3 0+0 0+3 0+2 0+1  |              |
| 2         | 3  | FrankrikeAnaïs Chevalier-Bouchet Julia Simon Émilien Jacquelin Quentin Fillon Maillet | 1:06.46,5 18.43,7 17.17,7 15.56,3 14.48,8 | 0+5 3+6 0+2 1+3 0+2 0+0 0+0 2+3 0+1 0+0  | +0,9         |
| 3         | 5  | ROCUljana Nigmatullina Kristina Reztsova Aleksandr Loginov Eduard Latypov             | 1:06.47,1 18.16,0 18.46,1 14.38,3 15.06,7 | 0+4 1+9 0+2 0+3 0+1 1+3 0+0 0+2 0+1 0+1  | +1,5         |
| 4         | 4  | SverigeHanna Öberg Elvira Öberg Martin Ponsiluoma Sebastian Samuelsson                | 1:07.26,6 18.02,6 18.13,8 15.41,1 15.29,1 | 0+7 0+6 0+2 0+1 0+3 0+2 0+0 0+3 0+2 0+0  | +41,0        |
| 5         | 6  | TysklandVanessa Voigt Denise Herrmann Benedikt Doll Philipp Nawrath                   | 1:07.51,1 19.37,1 18.00,0 15.23,0 14.51,0 | 1+10 1+8 1+3 1+3 0+3 0+3 0+3 0+1 0+1 0+1 | +1.05,5      |
| 6         | 2  | BelarusDzinara Alimbekava Hanna Sola Mikita Labastau Anton Smolski                    | 1:08.00,2 17.49,8 19.05,0 15.32,8 15.32,6 | 0+6 2+8 0+1 0+1 0+3 2+3 0+0 0+2 0+2 0+2  | +1.14,6      |
| 7         | 19 | USASusan Dunklee Clare Egan Sean Doherty Paul Schommer                                | 1:08.58,3 18.52,3 17.38,8 15.27,8 16.59,4 | 1+8 0+4 0+3 0+2 0+1 0+0 1+3 0+2          | +2.12,7      |
| 8         | 14 | SchweizAmy Baserga Lena Häcki Benjamin Weger Sebastian Stalder                        | 1:09.06,0 18.39,9 18.44,0 15.23,8 16.18,3 | 2+6 0+5 1+3 0+1 0+0 0+1 0+0 0+2          | +2.20,4      |
| 9         | 7  | ItalienLisa Vittozzi Dorothea Wierer Thomas Bormolini Lukas Hofer                     | 1:09.25,3 17.35,3 18.30,2 16.23,0 16.56,8 | 0+4 2+10 0+0 0+1 0+1 0+3 0+0 1+3 0+3 1+3 | +2.39,7      |
| 10        | 11 | ÖsterrikeJulia Schwaiger Lisa Hauser Simon Eder Felix Leitner                         | 1:09.44,2 19.25,7 18.41,6 15.49,8 15.47,1 | 1+6 1+7 0+2 1+3 1+3 0+0 0+1 0+3 0+0 0+1  | +2.58,6      |
| 11        | 8  | FinlandSuvi Minkkinen Mari Eder Tero Seppälä Olli Hiidensalo                          | 1:10.06,7 19.24,1 18.14,2 15.12,5 17.15,9 | 1+6 0+6 0+0 0+0 0+2 0+3 0+1 0+0 1+3 0+3  | +3.21,1      |
| 12        | 9  | TjeckienJessica Jislová Markéta Davidová Mikuláš Karlík Michal Krčmář                 | 1:10.20,2 18.40,2 18.44,1 17.11,7 15.44,2 | 2+7 1+10 0+3 0+2 0+0 0+3 2+3 1+3 0+1 0+2 | +3.34,6      |
| 13        | 10 | UkrainaValj Semerenko Julija Dzjyma Artem Pryma Dmytro Pidrutjnyj                     | 1:10.21,7 20.46,4 17.50,2 15.45,1 16.00,0 | 3+9 1+6 2+3 1+3 0+0 0+2 0+3 0+1 1+3 0+0  | +3.36,1      |
| 14        | 18 | KanadaSarah Beaudry Emma Lunder Christian Gow Scott Gow                               | 1:11.12,4 19.48,9 18.48,1 16.30,5 16.04,9 | 0+5 3+12 0+1 0+3 0+3 2+3 0+0 1+3         | +4.26,8      |
| 15        | 12 | KinaMeng Fanqi Chu Yuanmeng Yan Xingyuan Cheng Fangming                               | 1:11.28,1 19.15,9 19.46,1 16.20,4 16.05,7 | 0+3 0+9 0+0 0+3 0+3 0+2 0+0 0+2          | +4.42,5      |
| 16        | 13 | EstlandRegina Oja Tuuli Tomingas Rene Zahkna Kristo Siimer                            | 1:11.56,5 18.50,6 19.19,0 16.13,1 17.33,8 | 0+8 1+6 0+3 0+1 0+0 1+3 0+2 0+0 0+3 0+2  | +5.10,9      |
| 17        | 15 | SlovakienIvona Fialková Paulína Fialková Michal Šíma Tomáš Sklenárik                  | Varvad 19.59,3 19.45,2 Varvad 0           | 3+3 0+3 1+3 0+1 5+3                      | +9.59,7      |
| 18        | 20 | JapanFuyuko Tachizaki Sari Maeda Tsukasa Kobonoki Kosuke Ozaki                        | Varvad 19.53,9 Varvad 0                   | 0+3 0+3 0+2 3+3                          | +9.59,7      |
| 19        | 17 | BulgarienMilena Todorova Maria Zdravkova Vladimir Ilijev Dimitar Gerdzhikov           | Varvad 19.38,6 Varvad 0                   | 0+2 1+3 0+1 2+3                          | +9.59,8      |
| 20        | 16 | SlovenienPolona Klemenčič Živa Klemenčič Jakov Fak Miha Dovžan                        | Varvad 19.15,0 Varvad 0                   | 0+1 0+3 3+3 1+3                          | +9.59,9      |